# Francesc Ruiz
Francesc Ruiz (Barcelona, 1971) es un artista plástico. 

## Biografía
Francesc Ruiz (Barcelona 1971) parte del cómic como sustrato estético, narrativo e intelectual y también como material histórico y operativo, aplicado a manera de continente o descripción de la realidad. A través de la creación, la alteración, la restitución o el acoplamiento, entre otros vías; genera historias posibles que revelan los engranajes a través de los cuales se construyen las identidades individuales y sociales, la identidad sexual o también la identidad de la urbe. 
Sus instalaciones se han podido ver en diferentes centros de arte y museos nacionales e internacionales: CA2M (Madrid), EACC (Castelló), MACBA (Barcelona), Gasworks (Londres), FRAC PACA (Marsella), Weserburg Museum (Bremen) y en bienales como la de Venecia del 2015, la de Götteborg del 2017, la bienal Momentum, Moss, Noruega el 2019 o la bienal de Busan el 2020. www.francescruiz.com